# Big Ben (discoteca)
Big Ben fou una discoteca situada al terme municipal de Golmés que va obrir portes el 19 de març de 1976, tot aprofitant que a la població veïna de Mollerussa s'hi celebrava la Fira de Sant Josep, un dels esdeveniments que concentraven més visitants al Pla d'Urgell. Convertida en un complex que incloïa cafeteria, restaurant, sala de festes i bolera, va entrar en decadència a principis dels 2000, arran del canvi en les preferències d'oci nocturn de la generació del moment, i va tancar portes definitivament l'any 2015. Als anys 80 va ser una de les discoteques més grans d'Europa, i fou l'escenari d'actuacions de grups molt destacats del panorama musical espanyol de l'últim quart del segle xx.

## Història
La primera nit de Big Ben es remunta al 19 de març de 1976. La proposta d'obrir una gran discoteca al Pla d'Urgell fou una aposta completament nova, que fou rebuda amb entusiasme per la població. D'aquesta manera, l'indret va passar a ser un lloc de trobada i relació intergeneracional i intercomarcal. Va esdevenir aviat un referent empresarial i un fenomen sociocultural d'abast regional. Tot aprofitant les experiències prèvies, sorgides a la mateixa ciutat, com foren l'Aixopluc i el Musicland, s'alçà al terme municipal de Golmés, i més enllà del que havien estat les sales de ball, establí un nou model de supermercat del lleure que aviat s'exportà a altres indrets. La sala comptava amb dues pistes de ball (de música disco i per parelles).
| «             | Els d'Almatret quedaven al centre de la barra, els d'Artesa de Segre anaven a la patxanga, els de Mollerussa, a la whiskeria. Sabies les zones d'influència i podies triar l'ambient que més t'agradés, per edat, tendència o gustos musicals, tot i que també hi havia el bar i el restaurant […] el dia més fort era la tarda de diumenge quan es congregaven tres o quatre mil persones. | » |
| — Vidal Vidal | |   |

La influència i el poder de convocatòria de la discoteca va contribuir a la creació de l'anomenada "Generació Big Ben", definida literàriament per Vidal Vidal i que aplegaria la generació nascuda entre els anys 1950 i 1960. No obstant això, la generació nascuda entre els anys 70 i 80 identifica el Big Ben com un referent de la música electrònica, que ha acollit actuacions de Tiesto o Gigi D'Agostino. Per Big Ben van passar els més importants cantants i grups de l'últim terç del segle xx, des de Radio Futura, Pet Shop Boys, Boney M. i Miguel Bosé a Sabrina Salerno, Els Pets, Alaska o Loquillo. Ilegales va enregistrar un doble disc en directe a Big Ben; mentre que La Unión va estrenar-hi la cançó Lobo hombre en París.
Algunes fonts indiquen que declivi de la discoteca va iniciar-se amb la mort d'un jove en una baralla el 1993, seguida pels corresponents litigis que van clausurar el local durant uns mesos.

### Tancament
El juliol de 2015, davant la pressió dels deutes i la decadència general que havia afectat el complex, l'empresa propietària inicià les gestions per procedir al seu tancament i desmantellament, en tant que les gestions per trobar finançament —procedents d'ofertes de grups empresarials de Panamà i Veneçuela— per mantenir viu el negoci havien resultat infructuoses.

### Reobertura
La discoteca Big Ben va reobrir les seves portes el 5 d'octubre de 2024, després de 9 anys tancada, amb un concert de Safri Duo a la sala principal, la Plató.

## Ubicació i distribució
La discoteca disposava de fins a quatre sales de música: La Sala Plató era la sala estrella de la discoteca amb una capacitat per a més de dues mil cinc-centes persones i equipada amb els sistemes d'il·luminació i so més avançat, amb música comercial i actuacions dels millors djs internacionals. La sala planetari era una sala més petita que l'anterior i enfocada a estils més variats amb música pop, rock i èxits musicals de totes les èpoques. Sala Univers oferia actuacions amb ballarins i coreògrafs professionals, una sala destinada per a la gent més adulta, i els estils avantguardistes i les noves tendències es trobaven a la sala Pub, amb un aforament amb capacitat per a unes 700 persones.